# Infernal Overkill
Infernal overkill es el primer álbum de larga duración del grupo alemán de thrash metal Destruction. Fue publicado en 1985.

## Lista de canciones
1. "Invincible Force" - 4:20
2. "Death Trap" - 5:49
3. "The Ritual" - 5:11
4. "Tormentor" - 5:06
5. "Bestial Invasion" - 4:36
6. "Thrash Attack" (Instrumental) - 2:56
7. "Antichrist" - 3:44
8. "Black Death" - 7:39

## Créditos
- Marcel "Schmier" Schirmer - Bajo, vocalista
- Mike Sifringer - Guitarra
- Thomas "Tommy" Sandmann - Batería